# Georg Friedrich Kolb

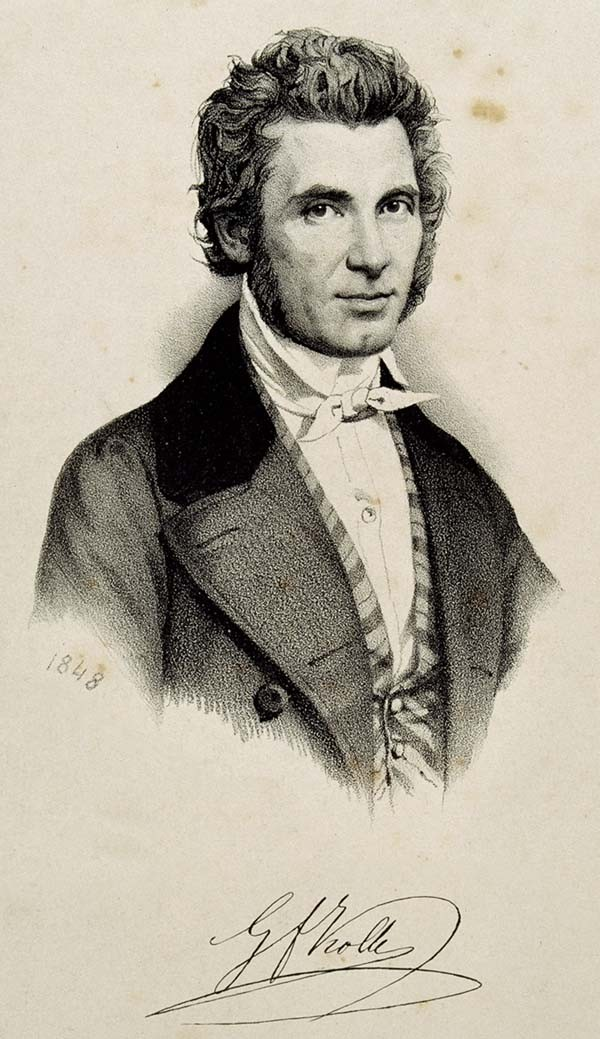
Georg Friedrich Kolb, vor 1848

Georg Friedrich Kolb (Pseudonym: F. K. Brolch) (* 14. September 1808 in Speyer; † 15. Mai 1884 in München) war ein deutscher Verleger, Publizist und linksliberaler Politiker. Er war 1848/49 Mitglied der Frankfurter Nationalversammlung, 1848 bis 1853 und 1863 bis 1872 Abgeordneter im Bayerischen Landtag sowie 1868/69 Mitglied des Zollparlaments.

## Leben
Kolb war der Sohn von Jakob Christian Kolb und Karoline Christine, geborene Prior und besuchte in Speyer die Elementarschule und das Progymnasium. Seine Heimatstadt gehörte nach dem Wiener Kongress zum Rheinkreis des Königreichs Bayern. Bereits mit 14 Jahren trat er in die väterliche Buchdruckerei in Speyer ein und arbeitete an der vom Vater gegründeten, liberal-konstitutionellen Neuen Speyerer Zeitung mit. Nachdem sein Vater 1827 verstorben war, übernahm Kolb die Leitung von Druckerei und Zeitungsredaktion und betätigte sich fortan als Publizist und Verleger sowie als Autor des Rotteck-Welcker’schen Staatslexikons. Kolb war ein profilierter liberaler Politiker und Angehöriger der Heidelberger Burschenschaft Franconia (eventuell auch schon Fäßlianer). Er war unter anderem Teilnehmer des Hambacher Festes 1832. Aufgrund seiner Artikel wurde er im selben Jahr erstmals festgenommen, angeklagt aber letztlich freigesprochen. Im Zuge der Demagogenverfolgung wurde er deswegen im Schwarzen Buch der Frankfurter Bundeszentralbehörde (Eintrag Nr. 917) festgehalten. 1838 wurde er als jüngstes Mitglied in den Speyerer Stadtrat gewählt. Kolb wurde 1847 zur Heppenheimer Tagung eingeladen, an der er allerdings nicht teilnahm.
Während der Märzrevolution 1848 war er Delegierter im Vorparlament, Präsident der Wahlkommission des Fünfzigerausschusses und vertrat vom 18. Mai 1848 bis zum 18. Juni 1849 Speyer in der Frankfurter Nationalversammlung. Dort trat er für demokratische und großdeutsche Positionen ein. Er gehörte der linken Fraktion Deutscher Hof und nach deren Spaltung im Oktober 1848 dem gemäßigteren Nürnberger Hof an. Am 20. Juli 1848 wurde er außerdem zum Bürgermeister von Speyer gewählt. Im Mai 1849 war er Mitunterzeichner eines Aufrufs zur Reichsverfassungskampagne, nach Auflösung des Frankfurter Paulskirchenparlaments gehörte er im Juni 1849 dem Rumpfparlament in Stuttgart an. Im Zuge der Niederschlagung der Revolution wurde Kolb am 21. Juli 1849 als Bürgermeister von Speyer abgesetzt und seine Neue Speyrer Zeitung am nächsten Tag verboten. Ab dem 23. Juli 1849 war er für mehrere Monate in Zweibrücken wegen Verbrechen der Verführung von Truppen sowie Verbrechen der Hilfeleistung zu Gunsten illegaler Behörden inhaftiert, bis ihn der Appellationshof der Pfalz am 3. Januar 1850 von jeder Anklage freisprach.
Von 1848 bis zu seiner Mandatsniederlegung am 20. November 1853 war Kolb Mitglied der bayerischen Kammer der Abgeordneten, wo er zunächst den pfälzischen Wahlbezirk Germersheim–Bergzabern, dann den Wahlbezirk Speyer–Frankenthal (Pfalz) vertrat. Vor einem drohenden Prozess floh er 1853 in die Schweiz, wo er sechs Jahre mit seiner Familie im Exil verbrachte.
Kolb veröffentlichte auch wissenschaftliche Arbeiten, etwa 1857 das Handbuch der vergleichenden Statistik oder Arbeiten zu Kaspar Hauser. Aufgrund seines statistischen Werkes war er Delegierter der Schweiz bei einem statistischen Kongress 1860 in London und wurde 1864 zum Ehrenmitglied des Rats der Universität Charkow gewählt. 1869 wurde er außerordentliches Mitglied der statistischen Zentralkommission Bayerns.
Ab 1859 war er für die demokratische Frankfurter Zeitung tätig, deren politischer Redakteur er ab 1864 war. Nachdem die Redaktion während des Deutschen Krieges im Juli 1866 von preußischen Truppen besetzt und versiegelt worden war, gab er diese Tätigkeit auf, schrieb aber weiterhin noch für die Zeitung.
Von 1863 bis zum 7. Februar 1872 war er abermals Landtagsmitglied in Bayern, bis 1869 als Abgeordneter des pfälzischen Wahlbezirks Kirchheim–Kaiserslautern, dann des Wahlbezirks Würzburg in Unterfranken. Er gehörte der Liberalen Mittelpartei an. 1868 bis 1869 war er als Vertreter des Wahlkreises 6 (Bayrische Pfalz, Kaiserslautern) fraktionsloses Mitglied des Zollparlaments, in welchem süddeutsche Abgeordnete mit den Vertretern des Reichstages des Norddeutschen Bundes über die wirtschaftliche Entwicklung des Zollvereins berieten. Kolb war weiterhin großdeutsch orientiert und lehnte die Hegemonie Preußens im entstehenden deutschen Nationalstaat ab.
Seine letzten Lebensjahre verbrachte er in München. Auch in dieser Zeit meldete er sich mit Artikeln zu Wort, die gegen die Politik Bismarcks und für eine Aussöhnung zwischen Deutschland und Frankreich eintraten.